# 오퍼라드
대수학과 대수적 위상수학에서 오퍼라드(영어: operad)는 이항 연산을 많은 항을 가진 연산자들의 모음으로 일반화·추상화한 개념이다. 대수적 대상의 (반)가환성과 결합성 등의 여러 성질을 한꺼번에 기술하고 일반화한다.

## 정의
자연수를 음이 아닌 정수로 정의하자. 모노이드 범주 {\displaystyle ({\mathcal {C}},\otimes ,1_{\otimes })}에서, 대상 {\displaystyle C\in {\mathcal {C}}}의 원소는 사상 {\displaystyle 1_{\otimes }\to C}로 정의하자.
대칭 모노이드 범주 {\displaystyle ({\mathcal {C}},\otimes ,1_{\otimes })}에서의 오퍼라드 {\displaystyle (P,\circ ,1_{P})}는 다음과 같은 데이터로 구성된다.
- (연산 집합) 모든 자연수 {\displaystyle n\in \mathbb {N} }에 대하여, {\displaystyle {\mathcal {C}}}의 대상 {\displaystyle P(n)\in {\mathcal {C}}}. {\displaystyle P(n)}의 원소를 각각 {\displaystyle n}-항 연산(영어: n-ary operation)이라고 한다.
- (항등 연산) {\displaystyle P(1)}의 원소 {\displaystyle 1_{P}\in P(1)}. 이를 항등 연산(영어: unit)이라고 한다.
- (변수의 치환) 각 자연수 {\displaystyle n\in \mathbb {N} }에 대하여, 군 준동형 {\displaystyle *\colon \operatorname {Sym} (n)\to \operatorname {Aut} _{\mathcal {C}}(P(n))}. 여기서 {\displaystyle \operatorname {Sym} (n)}은 대칭군이다.
- (연산의 합성) 자연수 {\displaystyle n,n_{1},n_{2},\dots ,n_{n}\in \mathbb {N} }에 대해, 함수들

{\displaystyle {\begin{matrix}P(n)\otimes P(n_{1})\otimes \cdots \otimes P(n_{n})&\to &P(n_{1}+\cdots +n_{n})\\(\theta ,\theta _{1},\ldots ,\theta _{n})&\mapsto &\theta \circ (\theta _{1},\ldots ,\theta _{n})\end{matrix}}}
이 데이터는 다음의 성질들을 만족시켜야 한다.
- (결합법칙)  모든 {\displaystyle \theta \in P(n)}, {\displaystyle \theta _{i}\in P(n_{i})}, {\displaystyle \theta _{i,j(i)}\in P(n_{i,j(i)})}에 대하여 ({\displaystyle i=1,\dots ,n}, {\displaystyle j(i)=1,\dots ,n_{i}}),

{\displaystyle \theta \circ (\theta _{1}\circ (\theta _{1,1},\ldots ,\theta _{1,n_{1}}),\ldots ,\theta _{n}\circ (\theta _{n,1},\ldots ,\theta _{n,n_{n}}))=(\theta \circ (\theta _{1},\ldots ,\theta _{n}))\circ (\theta _{1,1},\ldots ,\theta _{1,n_{1}},\ldots ,\theta _{n,1},\ldots ,\theta _{n,n_{n}})}
- (항등원의 성질) 모든 {\displaystyle \theta \in P(n)}에 대하여,

{\displaystyle \theta \circ (\overbrace {1,\ldots ,1} ^{n})=\theta =1\circ \theta }
- (치환의 작용) 모든 {\displaystyle \theta \in P(n)} 및 {\displaystyle \theta _{i}\in P(n_{i})} ({\displaystyle i=1,\dots ,n}) 및 순열 {\displaystyle \sigma \in \operatorname {Sym} (n)}에 대하여,

{\displaystyle \sigma *(\theta \circ (\theta _{1},\dots ,\theta _{n}))=\theta \circ (\theta _{\sigma ^{-1}(1)},\dots ,\theta _{\sigma ^{-1}(n)})}
- (치환의 작용) 모든 {\displaystyle \theta \in P(n)} 및 {\displaystyle \theta _{i}\in P(n_{i})} 및 순열 {\displaystyle \sigma _{i}\in \operatorname {Sym} (n_{i})} ({\displaystyle i=1,\dots ,n})에 대하여,

{\displaystyle (\theta \circ (\sigma _{1}*\theta _{1},\dots ,\sigma _{n}*\theta _{n}))=\iota (\sigma _{1},\dots ,\sigma _{n})*\left(\theta \circ (\theta _{1},\dots ,\theta _{n})\right)}
여기서 {\displaystyle \iota \colon \prod _{i=1}^{n}\operatorname {Sym} (n_{i})\hookrightarrow \operatorname {Sym} \left(\sum _{i=1}^{n}n_{i}\right)}는 군의 자연스러운 포함 관계이다.
같은 대칭 모노이드 범주 {\displaystyle {\mathcal {C}}} 속의 두 오퍼라드 {\displaystyle (P,\circ _{P},1_{P})}, {\displaystyle (Q,\circ _{Q},1_{Q})} 사이의 사상 {\displaystyle f\colon P\to Q}은 다음과 같은 데이터로 주어진다.
- 각 자연수 {\displaystyle n\in \mathbb {N} }에 대하여, 사상 {\displaystyle f(n)\colon P(n)\to Q(n)}.

이는 다음 성질들을 만족시켜야 한다.
- (연산 합성의 보존) 모든 {\displaystyle (\theta ,\theta _{1},\theta _{2},\dots ,\theta _{n})\in P(n)\times P(n_{1})\times P(n_{2})\times \cdots \times P(n_{n})}에 대하여,

{\displaystyle f(\theta \circ _{P}(\theta _{1},\ldots ,\theta _{n}))=f(\theta )\circ _{Q}(f(\theta _{1}),\ldots ,f(\theta _{n}))}
- (항등원의 보존) {\displaystyle f(1_{P})=1_{Q}}
- (대칭군의 작용의 보존) 모든 {\displaystyle \theta \in P(n)} 및 순열 {\displaystyle \sigma \in \operatorname {Sym} (n)}에 대하여,

{\displaystyle f(\sigma *\theta )=\sigma *f(\theta )}
이에 따라, {\displaystyle {\mathcal {C}}}에서의 오퍼라드들은 범주 {\displaystyle {\mathcal {C}}\operatorname {-Operad} }를 이룬다.

### 오퍼라드의 모나드
집합의 데카르트 닫힌 범주 {\displaystyle \operatorname {Set} } 속의 오퍼라드 {\displaystyle (P,\circ _{P},1_{P})}가 주어지면, 이로부터 {\displaystyle \operatorname {Set} } 위의 모나드 {\displaystyle {\hat {P}}\colon \operatorname {Set} \to \operatorname {Set} }를 다음과 같이 정의할 수 있다. 집합 {\displaystyle S}는 항상 0항 연산의 집합으로 취급할 수 있는데, {\displaystyle {\hat {P}}(S)}는 {\displaystyle P}와 {\displaystyle S}를 합성하여 정의할 수 있는 0항 연산들의 집합이다. 이 경우, 자연 변환 {\displaystyle {\hat {P}}{\hat {P}}\implies {\hat {P}}}는 {\displaystyle P}의 연산의 합성으로서 자연스럽게 정의된다.

### 오퍼라드 대수
오퍼라드는 어떤 대수 구조가 만족시킬 수 있는 일련의 공리들을 정의한다. 이에 따라, 주어진 대칭 모노이드 범주 속에서, 어떤 오퍼라드가 나타내는 공리들을 만족시키는 구조의 개념을 정의할 수 있으며, 이를 오퍼라드 대수라고 한다.

## 예

### 자기준동형 오퍼라드
{\displaystyle ({\mathcal {C}},\otimes ,1)}가 국소적으로 작은 대칭 모노이드 범주라고 하고, 그 속에 대상 {\displaystyle X\in {\mathcal {C}}}가 주어졌다고 하자. 그렇다면 자기준동형 오퍼라드(영어: endomorphism operad) {\displaystyle \operatorname {End} _{\mathcal {C}}(X)}는 다음과 같은 (집합 값을 갖는) 오퍼라드이다.
- 각 자연수 {\displaystyle n\in \mathbb {N} }에 대하여, {\displaystyle \operatorname {End} _{\mathcal {C}}(X)(n)=\hom _{\mathcal {C}}(X^{n},X)}
- {\displaystyle 1_{\operatorname {End} _{\mathcal {C}}(X)}=\operatorname {id} _{X}}
- 각 {\displaystyle \theta ,\theta _{1},\dots ,\theta _{n}}에 대하여,

{\displaystyle \theta \circ (\theta _{1},\dots ,\theta _{n})=\theta \circ \otimes _{i=1}^{n}\theta _{i}}

### 초입방체 오퍼라드
양의 정수 {\displaystyle k}에 대하여, {\displaystyle k}차원 초입방체 오퍼라드(영어: n-cubes operad) {\displaystyle C_{k}}는 다음과 같다.
- {\displaystyle C_{k}(n)}은 {\displaystyle n}개의 {\displaystyle k}차원 초입방체 {\displaystyle \square _{1},\dots ,\square _{n}}를 하나의 {\displaystyle k}차원 초입방체 {\displaystyle \square }에 서로 겹치지 않고, {\displaystyle \square _{i}}의 면들이 {\displaystyle \square }의 면들과 서로 평행하게 매장하는 방법들이다.
- {\displaystyle C_{k}}의 항등원은 초입방체 {\displaystyle \square } 위의 항등 함수이다.
- {\displaystyle C_{k}}에서, {\displaystyle \theta \colon \square _{1}\sqcup \cdots \sqcup \square _{n}\hookrightarrow \square }와 {\displaystyle \theta _{i}\colon \square _{i,1}\sqcup \cdots \sqcup \square _{i,n_{i}}\hookrightarrow \square _{i}} ({\displaystyle i=1,\dots ,n})의 합성은 매장을 합성하여, {\displaystyle \square _{i,j}}를 {\displaystyle \square } 속에 겹치지 않고, 면들이 평행하게 매장시키는 사상이다.

### 결합법칙 오퍼라드
벡터 공간의 닫힌 대칭 모노이드 범주 {\displaystyle \operatorname {Vect} _{K}} 위에서 다음과 같은 오퍼라드 {\displaystyle \operatorname {Assoc} _{K}}를 정의하자.
- {\displaystyle \operatorname {Assoc} _{K}}의 {\displaystyle n}항 연산은 {\displaystyle n!}차원 {\displaystyle K}-벡터 공간 {\displaystyle \operatorname {Span} _{K}\operatorname {Sym} (n)}이다. 여기서 {\displaystyle \operatorname {Sym} (n)}은 크기가 {\displaystyle n!}인 대칭군이다.
- {\displaystyle \operatorname {Sym} (n)}의 작용은 군 {\displaystyle \operatorname {Sym} (n)}의 왼쪽 곱셈의 선형 확장이다.
- {\displaystyle \operatorname {Assoc} _{K}}의 연산의 합성은 함수

{\displaystyle \operatorname {Sym} (n)\times \operatorname {Sym} (n_{1})\times \cdots \times \operatorname {Sym} (n_{n})\to \operatorname {Sym} (n_{1}+\cdots +n_{n})}
{\displaystyle (\sigma ,\sigma _{1},\dots ,\sigma _{n})\mapsto \iota (\sigma _{\sigma ^{-1}(1)},\dots ,\sigma _{\sigma ^{-1}(n)})}
의 선형 확장이다.
이 경우, {\displaystyle \operatorname {Assoc} _{K}} 위의 대수는 결합 {\displaystyle K}-대수이다. 마찬가지로, 교환법칙 따위를 오퍼라드로 나타낼 수 있다.

## 역사와 어원
존 피터 메이(영어: Jon Peter May)와 마이클 보드먼(영어: J. Michael Boardman), 라이너 폭트(독일어: Rainer M. Vogt) 가 호모토피 이론에서 도입하였다. "오퍼라드"라는 이름은 메이가 작명하였고, 이 이름을 고르는 데 일주일을 소비했다고 한다. 메이에 따르면, "오퍼라드"(영어: operad 오퍼래드[*])는 영어: operation 오퍼레이션[*](연산)과 영어: monad 모내드[*](모나드)의 합성어이다.
| “ | ‘오퍼라드’라는 이름은 내가 일주일 동안 이것만을 생각하여 고안해 낸 용어이다. 이름이 근사하게 들리는 것 말고도, 이는 ‘연산’(영어: operation 오퍼레이션[*])과 ‘모나드’가 연상되게 한 것이다. 덧붙이자면, 나는 매클레인에게 […] ‘트리플’(영어: triple) 대신 ‘모나드’를 사용하도록 설득하였다. 나는 오퍼라드의 개념이 중요하다는 것을 확신하였고, 용어들이 서로 호환되기를 바랐다. The name “operad” is a word that I coined myself, spending a week thinking about nothing else. Besides having a nice ring to it, the name is meant to bring to mind both operations and monads. Incidentally, I persuaded MacLane to discard the term “triple” in favor of “monad” […]. I was convinced that the notion of an operad was an important one, and I wanted the names to mesh. | ” |
|   | — |   |

이후 막심 콘체비치가 오퍼라드의 개념을 이론물리학 등에 응용하였다.

## 응용
수학에서, 오퍼라드의 개념은 결합 대수, 가환 결합 대수, 리 대수, 거스틴해버 대수, 강한 호모토피 대수(strong homotopy algebra) 등 많은 대수적 대상들을 공통적으로 기술하는 편리한 용어로 쓰인다.
이론물리학에서, 오퍼라드의 개념은 양자장론 · 끈 이론 등을 다룰 때에도 쓰인다.

## 참고 문헌
1. 1 2 3  Stasheff, Jim (2004년 6월). “What is … an operad?” (PDF). 《Notices of the American Mathematical Society》 (영어) 51 (6): 630–631. Zbl 1151.18301.
2. 1 2 3  May, J. Peter (1997). 〈Operads, algebras and modules〉 (PDF). 《Operads: proceedings of renaissance conferences》. Contemporary Mathematics (영어) 202. American Mathematical Society. 15–31쪽. ISBN 978-0-8218-0513-8. Zbl 0879.18001.
3. ↑  Markl, Martin (2008년 3월). 〈Operads and PROPs〉. 《Handbook of algebra, volume 5》 (영어). 87–140쪽. arXiv:math/0601129. Bibcode:2006math......1129M. doi:10.1016/S1570-7954(07)05002-4. ISBN 978-0-444-53101-8. Zbl 1211.18007.
4. ↑  May, J. P. (1972). 《The geometry of iterated loop spaces》. Lecture Notes in Mathematics (영어) 271. Springer. doi:10.1007/BFb0067491. ISBN 978-3-540-05904-2. ISSN 0075-8434. Zbl 0244.55009. 2015년 7월 7일에 원본 문서에서 보존된 문서. 2014년 10월 15일에 확인함.
5. ↑  Boardman, J. Michael; Rainer M. Vogt (1973). 《Homotopy invariant algebraic structures on topological spaces》. Lecture Notes in Mathematics (영어) 347. Springer. doi:10.1007/BFb0068547. ISBN 978-3-540-06479-4. ISSN 0075-8434. Zbl 0285.55012.

- Leinster, Tom (2004년 8월). 《Higher operads, higher categories》. London Mathematical Society Lecture Note Series (영어) 298. Cambridge University Press. arXiv:math/0305049. Bibcode:2003math......5049L. doi:10.1017/CBO9780511525896. ISBN 978-052153215-0. Zbl 1160.18001.
- Markl, Martin; Steve Shnider, Jim Stasheff (2002). 《Operads in algebra, topology and physics》. Mathematical Surveys and Monographs (영어) 96. American Mathematical Society. ISBN 978-0-8218-4362-8. Zbl 1017.18001.
- Vallette, Bruno (2014). 〈Algebra + homotopy = operad〉. 《Symplectic, Poisson and Noncommutative Geometry》. Mathematical Sciences Research Institute Publications (영어) 62. 101–162쪽. arXiv:1202.3245. Bibcode:2012arXiv1202.3245V.

## 같이 보기
- A∞-오퍼라드